# Charaxes kigeziensis
Charaxes kigeziensis är en fjärilsart som beskrevs av Francis Gard Howarth 1969. Charaxes kigeziensis ingår i släktet Charaxes och familjen praktfjärilar. Inga underarter finns listade i Catalogue of Life.